# 통영 용화사 석조관음보살좌상
통영 용화사 석조관음보살좌상(統營 龍華寺 石造觀音菩薩坐像)은 대한민국 경상남도 통영시 봉평동 용화사에 있는 석조관음보살좌상이다. 2005년 10월 13일 경상남도의 유형문화재 제438호로 지정되었다.

## 개요
본 불상은 42.0cm의 단아한 석불좌상으로, 신체에 비해 머리가 큰 편이며, 상반신을 앞으로 숙이고, 어깨를 앞으로 움츠린 듯한 자세를 취하고 있다. 왼손은 가부좌한 발 위에 올려 손가락이 아래를 향하고, 무릎위에 얹은 오른손은 손바닥을 위로하여 중지와 무명지를 모두 구부려 엄지를 맞댄 특이한 수인이다.
법의는 변형통견식으로, 오른쪽 어깨에 편삼을 걸치고 그 위로 대의를 걸쳐 입었는데, 오른쪽 어깨의 대의를 겨드랑이로 빼내어 왼쪽어깨 위로 넘겨 그 자락이 바닥까지 길게 늘어져 있다. 가슴에 위치한 승각기는 수 평으로 접어 띠로 묶어 정리하였다. 결가좌한 양다리 사이로 주름잡혀 흘러내리는 옷자락은 발목에서 한 번 반전하여 아래로 길게 흘러 내렸으 며, 좌우 양측으로 퍼지듯이 처리하였다.
이 석조관음보살상은 조성발원문에 의해 강희(康熙)22년 계해(癸亥)(1683년)에 제작되었고, 조각승은 전라도지역에서 활동한 사례가 확인된 금어(金魚) 색난(色難) 비구와 그 제자들임을 알 수 있다.
또한 발원문 내용으로 보아, 지장시왕상과 관음상 등도 동시에 조성된 것으로 기록하고 있다. 그러나 지장시왕상은 현존하고 있지 않으며, 지금의 용화사 명부전 지장시왕상은 조선말 고종 연간에 함양 영은사에서 옮겨온 것이다.
아울러, 본 작품은 총고 46.8cm로 큰 규모는 아니나, 조선 17세기 후반 호남지역에서 활동했던 금어(金魚) 색난(色難) 비구의 작품이다.

## 지정 사유
康熙22년 癸亥(1683년)에 제작되었고, 지장시왕상과 관음상 등도 동 시에 조성된 것으로 발원문 내용에 기록되어 있으며 총고 46.8cm로 큰 규모는 아니나, 조선 17세기 후반 호남지역에서 활동했던 金魚 色難 비구의 작품으로, 조선 후기 석조불상 연구에 자료적 가치를 감안하여 도 유형문화재로 지정한다.

## 참고 문헌
- 통영 용화사 석조관음보살좌상 - 국가유산청 국가유산포털